# Calanda Broncos
I Calanda Broncos sono una squadra svizzera di football americano fondata nel 1991, con il nome di Landquart Broncos, principale team nel cantone dei Grigioni.
I Broncos fecero il loro debutto sulla scena europea del football americano nel 2003, quando ottennero un record stagionale di 5-4, qualificandosi per playoff, dove eliminarono in semifinale gli Zürich Renegades, imbattuti nei due anni precedenti, e in finale i Gladiators Beider Basel. L'anno successivo giocarono in EFL, la principale competizione europea per club, senza però raggiungere la fase a gironi.
Nel 2007 i Broncos sono tornati sotto le luci della ribalta, essendo stata la prima squadra europea a giocare contro due squadre di college degli Stati Uniti (presso la University of Wisconsin-Platteville e la John Carroll University) in un tour oltreoceano. Al termine della stagione guadagneranno la promozione e il ritorno nella massima serie svizzera.
Nella stagione 2008, grazie al nuovo coach James Craig e al nuovo quarterback Aaron James (vincitore del campionato francese nel 2007 con i Black Panthers de Thonon, i Broncos diventarono la prima squadra neopromossa a qualificarsi per lo Swiss Bowl, uscendo sconfitti contro gli Zürich Renegades.
Alla fine del 2008 l'Assemblea Generale ha votato per rinominare il team "Calanda Broncos", dal nome dello sponsor principale.
La stagione successiva i Broncos riuscirono a vincere il loro secondo Swiss Bowl, sconfiggendo 35-23 i campioni uscenti degli Zürich Renegades. In EFAF Cup, il team dei Grigioni viene eliminato dopo le sconfitte nella fase a gironi contro Black Panthers de Thonon e Panthers Parma.
Il 17 luglio 2010 i Broncos sono stati la prima squadra svizzera di football americano a vincere la EFAF Cup. In finale hanno sconfitto i favoriti svedesi dei Carlstad Crusaders per 17-3
Nella stagione 2012 i Calanda Broncos vincono il campionato svizzero per il quarto anno consecutivo oltre alla finale della European Football League sconfiggendo gli austriaci dei Vienna Vikings a Vaduz, divenendo il primo team svizzero a trionfare nella massima competizione continentale per club.
Dopo cinque vittorie consecutive del titolo nazionale, vengono sconfitti nello Swiss Bowl 2014 dai Gladiators Beider Basel.

## Dettaglio stagioni

### Tackle football

#### Tornei nazionali

##### Campionato

###### Lega Nazionale A/Campionato SAFV
| Stagione | regular season | regular season | regular season | regular season | regular season | regular season | playoff | playoff | playoff | playoff | playoff | playoff      | playoff                 |
|          | Vin            | Par            | Per            | Tot            | PF             | PS             | Vin     | Per     | Tot     | PF      | PS      | risultato    | avversaria              |
| -------- | -------------- | -------------- | -------------- | -------------- | -------------- | -------------- | ------- | ------- | ------- | ------- | ------- | ------------ | ----------------------- |
| 1996     | 0              | 0              | 8              | 8              | 114            | 373            | 1       | 0       | 1       | 22      | 6       | Non relegati | Gladiators Pratteln     |
| 1997     | 3              | 0              | 4              | 7              | 91             | 101            | 0       | 1       | 1       | 0       | 30      | Semifinale   | Seaside Vipers          |
| 1998     | 5              | 0              | 5              | 10             | 175            | 193            | 2       | 2       | 4       | 89      | 61      | Swiss Bowl   | Seaside Vipers          |
| 1999     | 6              | 0              | 2              | 8              | 177            | 57             | 1       | 1       | 2       | 31      | 16      | Swiss Bowl   | Seaside Vipers          |
| 2001     | 5              | 0              | 4              | 9              | 185            | 188            | -       | -       | -       | -       | -       | -            | -                       |
| 2002     | 4              | 0              | 4              | 8              | 159            | 146            | 0       | 1       | 1       | 10      | 12      | Wild Card    | Bienna Jets             |
| 2003     | 5              | 0              | 4              | 9              | 258            | 182            | 2       | 0       | 2       | 53      | 50      | Campioni     | Gladiators Beider Basel |
| 2004     | 6              | 0              | 3              | 9              | 273            | 87             | 0       | 1       | 1       | 3       | 16      | Semifinale   | Zürich Renegades        |
| 2005     | 1              | 0              | 7              | 8              | 28             | 292            | -       | -       | -       | -       | -       | -            | -                       |
| 2008     | 6              | 0              | 2              | 8              | 176            | 133            | 0       | 1       | 1       | 27      | 52      | Swiss Bowl   | Zürich Renegades        |
| 2009     | 6              | 0              | 2              | 8              | 324            | 155            | 2       | 0       | 2       | 77      | 23      | Campioni     | Zürich Renegades        |
| 2010     | 10             | 0              | 0              | 10             | 264            | 74             | 2       | 0       | 2       | 79      | 14      | Campioni     | Gladiators Beider Basel |
| 2011     | 10             | 0              | 0              | 10             | 438            | 140            | 2       | 0       | 2       | 107     | 39      | Campioni     | Gladiators Beider Basel |
| 2012     | 8              | 0              | 0              | 8              | 445            | 87             | 1       | 0       | 1       | 56      | 14      | Campioni     | Gladiators Beider Basel |
| 2013     | 10             | 0              | 0              | 10             | 490            | 150            | 2       | 0       | 2       | 100     | 48      | Campioni     | Gladiators Beider Basel |
| 2014     | 8              | 0              | 2              | 10             | 394            | 211            | 1       | 1       | 2       | 100     | 84      | Swiss Bowl   | Gladiators Beider Basel |
| 2015     | 9              | 0              | 1              | 10             | 419            | 180            | 2       | 0       | 2       | 94      | 27      | Campioni     | Bern Grizzlies          |
| 2016     | 9              | 0              | 1              | 10             | 424            | 262            | 1       | 1       | 2       | 87      | 63      | Swiss Bowl   | Bern Grizzlies          |
| 2017     | 9              | 0              | 1              | 10             | 376            | 168            | 2       | 0       | 2       | 91      | 21      | Campioni     | Gladiators Beider Basel |
| 2018     | 10             | 0              | 0              | 10             | 423            | 105            | 2       | 0       | 2       | 99      | 18      | Campioni     | Geneva Seahawks         |
| 2019     | 9              | 0              | 1              | 10             | 349            | 163            | 2       | 0       | 2       | 63      | 20      | Campioni     | Geneva Seahawks         |
| 2021     | 7              | 0              | 1              | 8              | 299            | 106            | 2       | 0       | 2       | 57      | 20      | Campioni     | Bern Grizzlies          |
| 2022     | 8              | 0              | 2              | 10             | 309            | 166            | 1       | 1       | 2       | 60      | 40      | Swiss Bowl   | Bern Grizzlies          |
| 2023     | 9              | 0              | 1              | 10             | 373            | 193            | 2       | 0       | 2       | 88      | 24      | Campioni     | Thun Tigers             |
| 2024     | 10             | 0              | 0              | 10             | 331            | 154            | 2       | 0       | 2       | 89      | 28      | Campioni     | Zürich Renegades        |
| Totale   | 173            | 0              | 55             | 228            | 7294           | 4106           | 32      | 10      | 42      | 1482    | 726     |              |                         |

Fonti: Enciclopedia del Football - A cura di Roberto Mezzetti; Sito storico SAFV

###### Lega Nazionale B/Aufbauliga/Lega B
| Stagione | regular season | regular season | regular season | regular season | regular season | regular season | playoff | playoff | playoff | playoff | playoff | playoff                      | playoff             |
|          | Vin            | Par            | Per            | Tot            | PF             | PS             | Vin     | Per     | Tot     | PF      | PS      | risultato                    | avversaria          |
| -------- | -------------- | -------------- | -------------- | -------------- | -------------- | -------------- | ------- | ------- | ------- | ------- | ------- | ---------------------------- | ------------------- |
| 1992     | 0              | 0              | 8              | 8              | 19             | 170            | -       | -       | -       | -       | -       | -                            | -                   |
| 1994     | 6              | 0              | 2              | 8              | 219            | 62             | -       | -       | -       | -       | -       | -                            | -                   |
| 1995     | 5              | 0              | 1              | 6              | 206            | 65             | 1       | 2       | 3       | 59      | 147     | Co-campioni/Quarti di finale | Geneva Seahawks     |
| 2000     | 6              | 0              | 2              | 8              | 153            | 96             | 1       | 1       | 2       | 45      | 61      | Finale                       | Gladiators Pratteln |
| 2006     | 7              | 0              | 1              | 8              | 316            | 128            | 0       | 1       | 1       | 20      | 41      | Finale                       | Thun Tigers         |
| 2007     | 6              | 0              | 2              | 8              | 219            | 113            | 1       | 0       | 1       | 7       | 6       | Campioni                     | Geneva Seahawks     |
| Totale   | 30             | 0              | 16             | 46             | 1132           | 634            | 3       | 4       | 7       | 131     | 255     |                              |                     |

Fonte: Sito storico SAFV

###### Prima Lega/Lega C
| Stagione | regular season | regular season | regular season | regular season | regular season | regular season | playoff | playoff | playoff | playoff | playoff | playoff      | playoff            |
|          | Vin            | Par            | Per            | Tot            | PF             | PS             | Vin     | Per     | Tot     | PF      | PS      | risultato    | avversaria         |
| -------- | -------------- | -------------- | -------------- | -------------- | -------------- | -------------- | ------- | ------- | ------- | ------- | ------- | ------------ | ------------------ |
| 1993     | 1              | 0              | 5              | 6              | 80             | 168            | -       | -       | -       | -       | -       | -            | -                  |
| 2012     | 5              | 0              | 1              | 6              | 117            | 31             | 0       | 1       | 1       | 6       | 27      | Non promossi | Fribourg Cardinals |
| 2013     | 5              | 0              | 3              | 8              | 259            | 51             | -       | -       | -       | -       | -       | -            | -                  |
| 2014     | 1              | 0              | 8              | 9              | 66             | 174            | -       | -       | -       | -       | -       | -            | -                  |
| Totale   | 12             | 0              | 17             | 29             | 522            | 424            | 0       | 1       | 1       | 6       | 27      |              |                    |

Fonte: Sito storico SAFV

##### Herbst Cup
| Stagione | regular season | regular season | regular season | regular season | regular season | regular season | playoff | playoff | playoff | playoff | playoff | playoff   | playoff             |
|          | Vin            | Par            | Per            | Tot            | PF             | PS             | Vin     | Per     | Tot     | PF      | PS      | risultato | avversaria          |
| -------- | -------------- | -------------- | -------------- | -------------- | -------------- | -------------- | ------- | ------- | ------- | ------- | ------- | --------- | ------------------- |
| 2020     | 4              | 0              | 0              | 4              | 128            | 16             | 2       | 0       | 2       | 55      | 16      | Campioni  | Winterthur Warriors |
| Totale   | 4              | 0              | 0              | 4              | 128            | 16             | 2       | 0       | 2       | 55      | 16      |           |                     |

Fonti: Enciclopedia del Football - A cura di Roberto Mezzetti; Sito storico SAFV

##### Campionati giovanili

###### Under-19/Juniorenliga
| Stagione | regular season | regular season | regular season | regular season | regular season | regular season | playoff | playoff | playoff | playoff | playoff | playoff     | playoff                 |
|          | Vin            | Par            | Per            | Tot            | PF             | PS             | Vin     | Per     | Tot     | PF      | PS      | risultato   | avversaria              |
| -------- | -------------- | -------------- | -------------- | -------------- | -------------- | -------------- | ------- | ------- | ------- | ------- | ------- | ----------- | ----------------------- |
| 1996     | 1              | 1              | 6              | 8              | 90             | 274            | -       | -       | -       | -       | -       | -           | -                       |
| 1997     | 5              | 0              | 3              | 8              | 154            | 80             | 0       | 1       | 1       | 12      | 14      | Semifinale  | Seaside Merlins         |
| 1998     | 4              | 0              | 6              | 10             | 202            | 197            | 0       | 2       | 2       | 6       | 89      | Semifinale  | Bern Grizzlies          |
| 2000     | 4              | 0              | 4              | 8              | 178            | 127            | -       | -       | -       | -       | -       | -           | -                       |
| 2001     | 6              | 0              | 3              | 9              | 161            | 119            | 1       | 1       | 2       | 30      | 79      | Junior Bowl | Gladiators Beider Basel |
| 2002     | 3              | 0              | 6              | 9              | 170            | 231            | -       | -       | -       | -       | -       | -           | -                       |
| 2003     | 5              | 0              | 4              | 9              | 208            | 157            | 0       | 1       | 1       | 16      | 20      | Semifinale  | Gladiators Beider Basel |
| 2004     | 3              | 0              | 6              | 9              | 109            | 226            | -       | -       | -       | -       | -       | -           | -                       |
| 2005     | 2              | 0              | 6              | 8              | 100            | 300            | -       | -       | -       | -       | -       | -           | -                       |
| 2006     | 6              | 0              | 2              | 8              | 300            | 112            | 0       | 1       | 1       | 6       | 41      | Semifinale  | Gladiators Beider Basel |
| 2007     | 5              | 0              | 1              | 6              | 128            | 78             | 0       | 1       | 1       | 22      | 40      | Semifinale  | Zürich Renegades        |
| 2008     | 8              | 0              | 2              | 10             | 404            | 133            | 0       | 1       | 1       | 7       | 10      | Semifinale  | Zürich Renegades        |
| 2009     | 7              | 0              | 1              | 8              | 302            | 88             | 1       | 1       | 2       | 57      | 22      | Junior Bowl | Zürich Renegades        |
| 2010     | 7              | 0              | 1              | 8              | 235            | 79             | 2       | 0       | 2       | 37      | 26      | Campioni    | Zürich Renegades        |
| 2011     | 2              | 0              | 6              | 8              | 140            | 206            | -       | -       | -       | -       | -       | -           | -                       |
| 2012     | 7              | 1              | 2              | 10             | 312            | 88             | -       | -       | -       | -       | -       | -           | -                       |
| 2013     | 8              | 0              | 2              | 10             | 350            | 133            | 2       | 0       | 2       | 68      | 32      | Campioni    | Zürich Renegades        |
| 2014     | 6              | 0              | 4              | 10             | 287            | 162            | 0       | 1       | 1       | 24      | 35      | Semifinale  | Bern Grizzlies          |
| 2015     | 9              | 0              | 1              | 10             | 266            | 83             | 2       | 0       | 2       | 77      | 20      | Campioni    | Winterthur Warriors     |
| 2016     | 2              | 0              | 8              | 10             | 66             | 221            | -       | -       | -       | -       | -       | -           | -                       |
| Totale   | 100            | 2              | 74             | 176            | 4362           | 3175           | 8       | 10      | 18      | 392     | 428     |             |                         |

Fonte: Sito storico SAFV

###### Under-16
| Stagione | regular season | regular season | regular season | regular season | regular season | regular season | playoff | playoff | playoff | playoff | playoff | playoff     | playoff                 |
|          | Vin            | Par            | Per            | Tot            | PF             | PS             | Vin     | Per     | Tot     | PF      | PS      | risultato   | avversaria              |
| -------- | -------------- | -------------- | -------------- | -------------- | -------------- | -------------- | ------- | ------- | ------- | ------- | ------- | ----------- | ----------------------- |
| 2011     | 5              | 0              | 1              | 6              | 222            | 88             | 1       | 0       | 1       | 26      | 16      | Campioni    | Cineplexx Blue Devils   |
| 2012     | 6              | 0              | 0              | 6              | 281            | 46             | 1       | 0       | 1       | 35      | 0       | Campioni    | Zürich Renegades        |
| 2013     | 1              | 0              | 5              | 6              | 79             | 180            | -       | -       | -       | -       | -       | -           | -                       |
| 2014     | 4              | 0              | 1              | 5              | 160            | 81             | 1       | 1       | 2       | 40      | 42      | Terzo posto | Gladiators Beider Basel |
| 2015     | 2              | 1              | 2              | 5              | 80             | 108            | -       | -       | -       | -       | -       | -           | -                       |
| 2016     | 1              | 0              | 5              | 6              | 132            | 192            | -       | -       | -       | -       | -       | -           | -                       |
| Totale   | 19             | 1              | 14             | 34             | 954            | 695            | 3       | 1       | 4       | 101     | 58      |             |                         |

Fonte: Sito storico SAFV

#### Tornei internazionali

##### European Football League (1986-2013)
| Stagione | regular season | regular season | regular season | regular season | regular season | regular season | playoff | playoff | playoff | playoff | playoff | playoff          | playoff        |
|          | Vin            | Par            | Per            | Tot            | PF             | PS             | Vin     | Per     | Tot     | PF      | PS      | risultato        | avversaria     |
| -------- | -------------- | -------------- | -------------- | -------------- | -------------- | -------------- | ------- | ------- | ------- | ------- | ------- | ---------------- | -------------- |
| 2004     | 0              | 0              | 2              | 2              | 13             | 70             | -       | -       | -       | -       | -       | -                | -              |
| 2011     | 2              | 0              | 0              | 2              | 73             | 14             | 0       | 1       | 1       | 12      | 15      | Quarti di finale | Vienna Vikings |
| 2012     | 2              | 0              | 0              | 2              | 101            | 42             | 3       | 0       | 3       | 81      | 31      | Campioni         | Vienna Vikings |
| 2013     | -              | -              | -              | -              | -              | -              | 1       | 1       | 2       | 49      | 65      | Semifinale       | Tirol Raiders  |
| Totale   | 4              | 0              | 2              | 6              | 187            | 126            | 4       | 2       | 6       | 142     | 111     |                  |                |

Fonti: Enciclopedia del Football - A cura di Roberto Mezzetti

##### BIG6 European Football League
| Stagione | regular season | regular season | regular season | regular season | regular season | regular season | playoff | playoff | playoff | playoff | playoff | playoff   | playoff    |
|          | Vin            | Par            | Per            | Tot            | PF             | PS             | Vin     | Per     | Tot     | PF      | PS      | risultato | avversaria |
| -------- | -------------- | -------------- | -------------- | -------------- | -------------- | -------------- | ------- | ------- | ------- | ------- | ------- | --------- | ---------- |
| 2014     | 0              | 0              | 2              | 2              | 37             | 82             | -       | -       | -       | -       | -       | -         | -          |
| Totale   | 0              | 0              | 2              | 2              | 37             | 82             | -       | -       | -       | -       | -       |           |            |

Fonti: Enciclopedia del Football - A cura di Roberto Mezzetti

##### European Football League (dal 2014)
| Stagione | regular season | regular season | regular season | regular season | regular season | regular season | playoff | playoff | playoff | playoff | playoff | playoff   | playoff    |
|          | Vin            | Par            | Per            | Tot            | PF             | PS             | Vin     | Per     | Tot     | PF      | PS      | risultato | avversaria |
| -------- | -------------- | -------------- | -------------- | -------------- | -------------- | -------------- | ------- | ------- | ------- | ------- | ------- | --------- | ---------- |
| 2018     | 1              | 0              | 1              | 2              | 70             | 33             | -       | -       | -       | -       | -       | -         | -          |
| Totale   | 1              | 0              | 1              | 2              | 70             | 33             | -       | -       | -       | -       | -       |           |            |

Fonti: Enciclopedia del Football - A cura di Roberto Mezzetti;

##### CEFL
| Stagione | regular season | regular season | regular season | regular season | regular season | regular season | playoff | playoff | playoff | playoff | playoff | playoff    | playoff                  |
|          | Vin            | Par            | Per            | Tot            | PF             | PS             | Vin     | Per     | Tot     | PF      | PS      | risultato  | avversaria               |
| -------- | -------------- | -------------- | -------------- | -------------- | -------------- | -------------- | ------- | ------- | ------- | ------- | ------- | ---------- | ------------------------ |
| 2019     | 3              | 0              | 0              | 3              | 119            | 53             | 0       | 1       | 1       | 42      | 46      | Finale     | Tirol Raiders            |
| 2021     | -              | -              | -              | -              | -              | -              | 1       | 1       | 2       | 22      | 35      | Semifinale | Schwäbisch Hall Unicorns |
| Totale   | 3              | 0              | 0              | 3              | 119            | 53             | 1       | 2       | 3       | 64      | 81      |            |                          |

Fonti: Enciclopedia del Football - A cura di Roberto Mezzetti;

### Flag football

#### Tornei nazionali

##### Campionati giovanili

###### Under-16
| Stagione | regular season | regular season | regular season | regular season | regular season | regular season | playoff | playoff | playoff | playoff | playoff | playoff   | playoff    |
|          | Vin            | Par            | Per            | Tot            | PF             | PS             | Vin     | Per     | Tot     | PF      | PS      | risultato | avversaria |
| -------- | -------------- | -------------- | -------------- | -------------- | -------------- | -------------- | ------- | ------- | ------- | ------- | ------- | --------- | ---------- |
| 2016     |                |                |                |                |                |                |         |         |         |         |         |           |            |
| Totale   |                |                |                |                |                |                |         |         |         |         |         |           |            |

Fonte: Sito storico SAFV

###### Under-15
| Stagione | regular season | regular season | regular season | regular season | regular season | regular season | playoff | playoff | playoff | playoff | playoff | playoff    | playoff                     |
|          | Vin            | Par            | Per            | Tot            | PF             | PS             | Vin     | Per     | Tot     | PF      | PS      | risultato  | avversaria                  |
| -------- | -------------- | -------------- | -------------- | -------------- | -------------- | -------------- | ------- | ------- | ------- | ------- | ------- | ---------- | --------------------------- |
| 2005     | 4              | 0              | 5              | 9              | 234            | 201            | 0       | 1       | 1       | 6       | 34      | Semifinale | Winterthur Warriors Rafz    |
| 2006     | 5              | 1              | 2              | 8              | 217            | 217            | 0       | 1       | 1       | 20      | 39      | Semifinale | Winterthur Warriors         |
| 2007     | 9              | 0              | 3              | 12             | 398            | 241            | 2       | 0       | 2       | 54      | 49      | Campioni   | Winterthur Warriors Celtics |
| 2008     | 5              | 0              | 4              | 9              | 255            | 158            | 0       | 1       | 1       | 0       | 48      | Semifinale | Geneva Seahawks             |
| 2009     | 1              | 0              | 7              | 8              | 158            | 357            | -       | -       | -       | -       | -       | -          | -                           |
| Totale   | 24             | 1              | 21             | 1262           | 1174           | 2              | 3       | 5       | 80      | 170     |         |            |                             |

Fonte: Sito storico SAFV

###### Under-13
| Stagione | regular season | regular season | regular season | regular season | regular season | regular season | playoff | playoff | playoff | playoff | playoff | playoff    | playoff                  |
|          | Vin            | Par            | Per            | Tot            | PF             | PS             | Vin     | Per     | Tot     | PF      | PS      | risultato  | avversaria               |
| -------- | -------------- | -------------- | -------------- | -------------- | -------------- | -------------- | ------- | ------- | ------- | ------- | ------- | ---------- | ------------------------ |
| 2005     | 4              | 0              | 5              | 9              | 123            | 208            | 0       | 1       | 1       | 6       | 14      | Semifinale | Winterthur Warriors Rafz |
| 2006     | 2              | 0              | 6              | 8              | 152            | 281            | -       | -       | -       | -       | -       | -          | -                        |
| 2013     | 7              | 0              | 1              | 8              | 247            | 114            | ?       | ?       | ?       | ?       | ?       | ?          | ?                        |
| 2014     | 6              | 0              | 2              | 8              | 197            | 116            | 2       | 0       | 2       | 56      | 33      | Campioni   | Geneva Seahawks          |
| 2015     | 8              | 0              | 2              | 10             | 283            | 172            | 1       | 1       | 2       | 50      | 38      | Finale     | Geneva Seahawks          |
| 2016     |                |                |                |                |                |                |         |         |         |         |         |            |                          |
| Totale   | 27             | 0              | 16             | 43             | 1002           | 891            | 3+?     | 2+?     | 5+?     | 112+?   | 85+?    |            |                          |

Fonte: Sito storico SAFV

### Riepilogo fasi finali disputate
| Anno              | Luogo      | Evento           | Fase del torneo       | Incontro                                    | Risultato       |
| 13-20 agosto 1995 |            | Aufbauliga       | Quarti di finale      | Geneva Seahawks - Landquart Broncos         | 66 - 14, 48 - 7 |
| 7 luglio 1996     |            | Lega Nazionale A | Spareggio relegazione | Gladiators Pratteln - Landquart Broncos     | 6 - 22          |
| 29 giugno 1997    |            | Lega Nazionale A | Semifinale            | Seaside Vipers - Landquart Broncos          | 30 - 0          |
| 13 settembre 1998 | San Gallo  | Lega Nazionale A | Swiss Bowl            | Seaside Vipers - Landquart Broncos          | 14 - 13         |
| 4 luglio 1999     | Coira      | Lega Nazionale A | Swiss Bowl            | Seaside Vipers - Landquart Broncos          | 16 - 7          |
| 16 settembre 2000 |            | Lega Nazionale B | Finale                | Gladiators Pratteln - Landquart Broncos     | 44 - 21         |
| 1º settembre 2002 |            | Campionato       | Wild Card             | Bienna Jets - Landquart Broncos             | 12 - 10         |
| 28 settembre 2003 | Berna      | Campionato       | Swiss Bowl            | Landquart Broncos - Gladiators Beider Basel | 24 - 22         |
| 12 settembre 2004 |            | Campionato       | Semifinale            | Zürich Renegades - Landquart Broncos        | 16 - 3          |
| 9 luglio 2006     |            | Lega B           | Finale                | Thun Tigers - Landquart Broncos             | 41 - 20         |
| 8 luglio 2007     |            | Lega B           | Finale                | Landquart Broncos - Geneva Seahawks         | 7 - 6           |
| 5 luglio 2008     | Berna      | Lega Nazionale A | Swiss Bowl            | Zürich Renegades - Landquart Broncos        | 52 - 27         |
| 25 luglio 2009    | Berna      | Lega Nazionale A | Swiss Bowl            | Calanda Broncos - Zürich Renegades          | 35 - 23         |
| 24 luglio 2010    | Berna      | Lega Nazionale A | Swiss Bowl            | Calanda Broncos - Gladiators Beider Basel   | 49 - 7          |
| 8 maggio 2011     | Vienna     | EFL              | Quarti di finale      | Vienna Vikings - Calanda Broncos            | 15 - 12         |
| 16 luglio 2011    | Winterthur | Lega Nazionale A | Swiss Bowl            | Calanda Broncos - Gladiators Beider Basel   | 65 - 33         |
| 7 luglio 2012     |            | Lega Nazionale A | Swiss Bowl            | Calanda Broncos - Gladiators Beider Basel   | 56 - 14         |
| 15 luglio 2012    |            | Lega C           | Spareggio promozione  | Calanda Broncos II - Fribourg Cardinals     | 6 - 27          |
| 21 luglio 2012    | Vaduz      | EFL              | Eurobowl              | Calanda Broncos - Vienna Vikings            | 27 - 14         |
| 16 giugno 2013    | Innsbruck  | EFL              | Semifinale            | Tirol Raiders - Calanda Broncos             | 37 - 7          |
| 31 luglio 2013    | Grenchen   | Lega Nazionale A | Swiss Bowl            | Calanda Broncos - Gladiators Beider Basel   | 46 - 41         |
| 12 luglio 2014    | Bienne     | Lega Nazionale A | Swiss Bowl            | Gladiators Beider Basel - Calanda Broncos   | 47 - 35         |
| 11 luglio 2015    | Basilea    | Lega Nazionale A | Swiss Bowl            | Bern Grizzlies - Calanda Broncos            | 21 - 49         |
| 9 luglio 2016     | Basilea    | Lega Nazionale A | Swiss Bowl            | Bern Grizzlies - Calanda Broncos            | 35 - 42         |
| 8 luglio 2017     | Coira      | Lega Nazionale A | Swiss Bowl            | Calanda Broncos - Gladiators Beider Basel   | 42 - 6          |
| 7 luglio 2018     | Berna      | Lega Nazionale A | Swiss Bowl            | Calanda Broncos - Geneva Seahawks           | 44 - 12         |
| 8 giugno 2019     | Coira      | CEFL             | CEFL Bowl             | Tirol Raiders - Calanda Broncos             | 46 - 42         |
| 13 luglio 2019    | Coira      | Lega Nazionale A | Swiss Bowl            | Calanda Broncos - Geneva Seahawks           | 31 - 0          |
| 10 ottobre 2020   |            | Herbst Cup A/B   | Finale                | Calanda Broncos - Winterthur Warriors       | 21 - 6          |
| 13 giugno 2021    | Coira      | CEFL             | Semifinale            | Calanda Broncos - Schwäbisch Hall Unicorns  | 21 - 35         |
| 2 ottobre 2021    |            | Lega Nazionale A | Swiss Bowl            | Calanda Broncos - Bern Grizzlies            | 21 - 12         |
| 16 luglio 2022    | Grenchen   | Lega Nazionale A | Swiss Bowl            | Bern Grizzlies - Calanda Broncos            | 26 - 22         |
| 15 luglio 2023    |            | Lega Nazionale A | Swiss Bowl            | Calanda Broncos - Thun Tigers               | 53 - 21         |
| 13 luglio 2024    | Grenchen   | Lega Nazionale A | Swiss Bowl            | Calanda Broncos - Zürich Renegades          | 35 - 14         |

## Palmarès
- 13 Swiss Bowl (2003, 2009, 2010, 2011, 2012, 2013, 2015, 2017, 2018, 2019, 2021, 2023, 2024)
- 2 Lega B (1995, 2007)
- 1 Lega C (2012, squadra B)
- 1 Herbst Cup A/B (2020)
- 3 Junior Bowl (2010, 2013, 2015)
- 2 Youth Bowl (2011, 2012)
- 1 Campionato flag Under-15 (2007)
- 1 Campionato flag Under-13 (2014)
- 1 EFAF Eurobowl (2012)
- 1 EFAF Cup (2010)